# Seznam IC objektů
Toto je kompletní seznam IC objektů. Index Catalogue obsahuje 5386 objektů, proto je seznam rozdělený na části po 250 objektech.